# 1250 w polityce

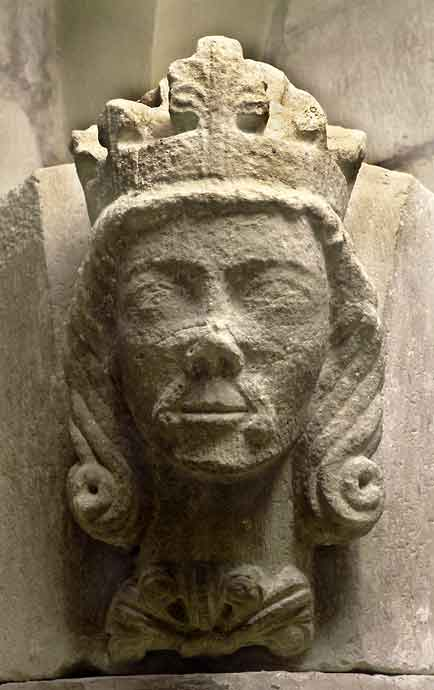
Waldemar Birgersson, król Szwecji

Wydarzenia polityczne w 1250 roku.

## Wydarzenia
- Waldemar Birgersson, założyciel dynastii Folkungów, został królem Szwecji[1].

## Urodzili się
- Jan IV Laskarys, cesarz nicejski[2].

## Zmarli
- 13 grudnia Fryderyk II Hohenstauf[3].